# Caverswall
Caverswall är en ort och civil parish i Storbritannien.   Den ligger i grevskapet Staffordshire och riksdelen England, i den södra delen av landet, 210 km nordväst om huvudstaden London. Caverswall ligger 190 meter över havet och antalet invånare är 977.
Terrängen runt Caverswall är platt. Runt Caverswall är det ganska tätbefolkat, med 192 invånare per kvadratkilometer. Närmaste större samhälle är Stoke-on-Trent, 7,8 km väster om Caverswall. Trakten runt Caverswall består i huvudsak av gräsmarker.